# イルムガルト (リンブルフ女公)
イルムガルト（オランダ語：Irmgard, hertogin van Limburg, ? - 1283年6月）またはエルメンガルト（Ermengard van Limburg）は、リンブルフ女公（在位：1279年 - 1283年）。夫ゲルデルン公ライナルト1世と共同統治し、ライナルト1世はイルムガルトの没後もリンブルフ公であった（在位：1279年 - 1288年）。

## 生涯
イルムガルトはリンブルフ公ヴァルラム4世とユーディト・フォン・クレーフェの娘である。
1274年にゲルデルン公ライナルト1世と結婚した。この結婚で子供は生まれなかった。イルムガルトと結婚している間は、ライナルト1世はまだ精神障害を患っておらず、精神障害の兆候が見られたのは14世紀に入ってからのことであった。
父ヴァルラム4世が1279年に死去した。これによりリンブルフ公領の継承問題が起こった。ヴァルラム4世には息子がおらず、イルムガルトと修道女になった妹ソフィーの2人の娘がいるのみであった。法的にはリンブルフはイルムガルトの従兄弟ベルク伯アドルフ5世が継承するはずであった。しかしアドルフ5世は武力でリンブルフの継承権を主張することはせず、イルムガルトと夫ライナルト1世はケルン大司教ジークフリート・フォン・ヴェスターブルクの支援を得て、リンブルフを占領した。アドルフ5世はリンブルフの継承権をムーズ川右岸の地域に関心を持っていたブラバント公ジャン1世に売却した。このようにして、アドルフ5世はケルン大司教およびゲルデルン公と対立するブラバント家にリンブルフを与えることとなった。しかしジャン1世はイルムガルトとライナルト1世をリンブルフから追い出すことはしなかった。
イルムガルトとライナルト1世はリンブルフを共同統治した。1279年には2人の名でデュースブルクにいくつかの権利を与えている。1282年6月12日、ローマ王ルドルフ1世はリンブルフの継承問題に決着をつけ、イルムガルトにリンブルフ公領を与え、イルムガルトが嗣子なく死去した場合でもライナウト1世がリンブルフの使用権を保持できるとした。
この決定の一年後の1283年にイルムガルトは死去したが、イルムガルトには男子がいなかったため、リンブルフの継承を巡り戦いが勃発した（リンブルフ継承戦争）。